# Angående Jergen som förskrev sig till Fan
Angående Jergen som förskrev sig till Fan, Fan i Fauteuillerna! stolarna kullra eller Fredmans epistel n:o 73 är en av Fredmans epistlar, skriven november 1771 av Carl Michael Bellman.
Texten har två olika stämmor, som hörs i varje strof. I den första halvan, i dur, ger Fredman order för att ställa i ordning krogen Rosendal på Djurgården till fest, i den andra, som går i moll, förskriver sig den jämrande Jergen Puckel på tysk-svensk rotvälska till Djävulen. Även om Fredman uppträder är han här alltså snarare festarrangör än brännvinsapostel, och Jergen Puckel får sista ordet. Dennes löften till Fan liknar de som bröderna i Bacchi orden brukade avge vid dubbningen. Effekten av sången bygger på kontrasten mellan stämmorna.
Journalisten och språkvetaren Ingemar Schmidt-Lagerholm har anfört teorin att Jergen Puckel var jude och hans avtal med djävulen var ett uttryck för antisemitism. Teorin bygger på att Jergens märkliga brytning skulle ha inslag av jiddish snarare än lågtyska. Han observerar samtidigt att ingen av de tidigare bellmanforskarnas verk nämner något om antisemitism. Teorin är svår att motbevisa eftersom Jergen Puckel är en av de få personerna i Bellmans verk som inte har kunnat härledas till någon verklig person.